# Witte amarant
De witte amarant (Amaranthus albus) is een eenjarige plant uit de amarantenfamilie (Amaranthaceae).  De soort staat op de Nederlandse Rode Lijst van planten als zeldzaam en stabiel of toegenomen. Deze van oorsprong Noord-Amerikaanse plant werd ingevoerd in Europa, Afrika en Australië. Droog is het een tumbleweed. De plant komt in Nederland vooral voor in het stedelijk gebied. Het aantal chromosomen is 2n=32.
De plant wordt 20-80 cm hoog met rechtopstaande of uitgespreide, sterk vertakte, witachtige of soms rode stengels. De stengels hebben tot bovenaan langwerpige tot lepelvormige bladeren met een gegolfde rand en met de grootste breedte boven het midden. De bladtop is stomp en heeft een tot 1 mm lang stekelpuntje. Het blad is 0,5-1,5 cm lang en ongeveer 0,5 cm breed.
De plant bloeit van juli tot in oktober. De groenige, eenslachtige bloemen zitten in okselstandige bloemkluwens. De bloemen hebben drie bloemdekbladen met een breed vliezige rand. De mannelijke en vrouwelijke bloemen zitten gemengd. De mannelijke bloem heeft ongeveer 1 mm grote bloemdekbladen en drie meeldraden. De vrouwelijke bloem heeft 0,7-2,2 mm grote, langwerpig-lancetvormige bloemdekbladen en een stamper met drie stempels. De doornig gepunte, borstelige schudblaadjes zijn ongeveer twee keer zo lang als de bloemdekbladen.
De vrucht is een bijna rond, 1,5-2 mm groot, ruw nootje met een kort toegespitste top, dat regelmatig overdwars openspringt. Het roodbruine, glimmende zaad is 0,8-1,0 mm breed.
Witte amarant komt voor op droge, voedselrijke, omgewerkte grond.

## Namen in andere talen
- Duits: Weißer Fuchsschwanz
- Engels: White Pigweed, Prostrate pigweed, Tumbleweed Amaranth
- Frans: Amaranthe blanche